# Osnovna lista lijekova Svjetske zdravstvene organizacije
Osnovna lista lijekova Svjetske zdravstvene organizacije (SZO) prvi put je objavljena 1977. godine s 204 farmaceutska lijeka. Popis se ažurira svake dvije godine. Do 2016. godine najmanje 156 zemalja izradilo je nacionalne liste osnovnih (esencijalnih) lijekova prema modelu SZO. Nacionalne liste sadrže između 334 i 580 lijekova.
U travnju 2015. Svjetska zdravstvena organizacija objavila je 19. izdanje popisa za odrasle i 5. izdanje popisa za djecu. Popis koji slijedi temelji se na tom izdanju popisa za odrasle. Znak † dodan je uz lijekove na komplementarnoj listi; za ove je lijekove potrebna posebna dijagnostika, nadzor ili obuka, a stavka može biti navedena kao komplementarna i zbog većih troškova ili slabijeg odnosa cijena/dobrobit. 
To su lijekovi koji zadovoljavaju prioritetne zdravstvene potrebe stanovništva. Pacijenti trebaju imati pristup lijekovima s ove liste u svakom trenutku u dovoljnim količinama. Cijene bi trebale biti na općenito pristupačnim razinama.
Od 2007. godine objavljuje se posebna lista lijekova namijenjenih dječjim pacijentima.
I popisi lijekova za odrasle i djecu Svjetske zdravstvene organizacije sadrže oznaku koja označava, da je određeni lijek "komplementaran", stoga u suštini postoje dva popisa, "osnovni popis" i "komplementaran popis". Temeljni popis predstavlja popis minimalnih potreba za lijekovima za osnovni zdravstveni sustav, navodeći najučinkovitije, najsigurnije i najisplativije lijekove za prioritetna stanja. Prioritetni uvjeti odabiru se na temelju sadašnje i procijenjene buduće važnosti za javno zdravlje, te potencijala za sigurno i troškovno učinkovito liječenje. 
Na komplementarnoj listi nalaze se osnovni lijekovi za prioritetne bolesti. U slučaju sumnje, lijekovi se također mogu navesti kao komplementarni na temelju viših troškova ili manje atraktivne troškovne učinkovitosti u različitim okruženjima. Popis je važan jer čini temelj nacionalne politike o lijekovima u više od 155 zemalja, kako u razvijenom svijetu tako i u zemljama u razvoju. Mnoge vlade pozivaju se na preporuke Svjetske zdravstvene organizacije kada donose odluke o zdravstvenim izdacima. Države se potiče da pripreme vlastitu osnovnu listu lijekova uzimajući u obzir lokalne prioritete. Preko 150 zemalja objavilo je službeni popis osnovnih lijekova, uključujući i Hrvatsku.

## Anestetici

### Opći anestetici i kisik

#### Inhalacijski lijekovi
- Halothan
- Izofluran
- Dušikov oksid
- Kisik

#### Injekcijski lijekovi
- Ketamin
- Propofol[note 1]

### Lokalni anestetici
- Bupivakain
- Lidokain
- Lidokain + adrenalin
- Efedrin† (nije lokalni anestetik, uključen u ovaj popis za prevenciju hipotenzije povezane sa spinalnom anestezijom tijekom carskog reza)

### Preoperacijski lijekovi i sedacija za kratkotrajne zahvate
- Atropin
- Midazolam
- Morfij

## Lijekovi protiv bolova i palijativnu njegu

### Neopioidi i nesteroidni protuupalni lijekovi
- Acetilsalicilna kiselina ( aspirin )
- Ibuprofen
- Paracetamol[note 2] (acetaminofen)

### Opioidni analgetici
- Kodein
- Morfij[note 3]

### Lijekovi za druge opće simptome i palijativnu njegu
- Amitriptilin
- Ciklizin
- Deksametazon
- Diazepam
- natrijev dokusat
- Fluoksetin
- Haloperidol
- Hioscin-butil bromid
- Hioscin hidrobromid
- Laktuloza
- Loperamid
- Metoklopramid
- Midazolam
- Ondansetron
- Sena

## Antialergijski lijekovi i lijekovi za anafilaksiju
- Deksametazon
- Adrenalin (adrenalin)
- Hidrokortizon
- Loratadin[note 4]
- Prednizolon

## Protuotrovi (antidoti)

### Nespecifično
- Aktivni ugljen

### Specifično
- Acetilcistein
- Atropin
- Kalcijev glukonat
- Metiltioninijev klorid (metilen plavo)
- Nalokson
- Penicilamin
- Prusko plava
- Natrijev nitrit
- Natrijev tiosulfat
- Deferoksamin†
- Dimerkaprol†
- Fomepizol†
- Natrijev kalcijev edetat†
- Sukcimer†

## Antikonvulzivni lijekovi
- Karbamazepin
- Diazepam
- Lorazepam
- Magnezijev sulfat[note 5]
- Fenobarbital
- Fenitoin
- Valproinska kiselina (natrij valproat)
- Etosuksimid†

## Lijekovi protiv infekcija

### Antihelmintici

#### Crijevni antihelmintici
- Albendazol
- Levamisol
- Mebendazol
- Niclosamide
- Praziquantel
- Pyrantel

#### Antifilarija
- Albendazol
- Dietilkarbamazin
- Ivermektin

#### Antishistosomali i drugi antinematodni lijekovi
- Praziquantel
- Triklabendazol
- Oksamnikvin†

### Antibiotici

#### Beta laktamski lijekovi
- Amoksicilin
- Amoksicilin + klavulanska kiselina
- Ampicilin
- Benzatin benzilpenicilin
- Benzilpenicilin
- Kefaleksin
- Kefazolin[note 6]
- Kefiksim[note 7]
- Keftriakson[note 8]
- Kloksacilin
- Fenoksimetilpenicilin (penicilin V)
- Prokain-benzilpenicilin[note 9]
- Kefotaksim†[note 10]
- Keftazidim†
- Imipenem + cilastatin†[note 11]

#### Drugi antibakterijski lijekovi
- Azitromicin[note 12]
- Kloramfenikol
- Ciprofloksacin
- Klaritromicin[note 13]
- Doksiciklin
- Eritromicin
- Gentamicin
- Metronidazol
- Nitrofurantoin
- Spektinomicin
- Sulfametoksazol + trimetoprim
- Trimetoprim
- Klindamicin†
- Vankomicin†

#### Antileprozni lijekovi
- Klofazimin
- Dapson
- Rifampicin

#### Antituberkulotski lijekovi
- Etambutol
- Etambutol + izoniazid
- Etambutol + izoniazid + pirazinamid + rifampicin
- Etambutol + izoniazid + rifampicin
- Isoniazid
- Izoniazid + pirazinamid + rifampicin
- Izoniazid + rifampicin
- Pirazinamid
- Rifabutin[note 14]
- Rifampicin
- Rifapentin[note 15]
- Amikacin†
- Bedakvilin†
- Kapreomicin†
- Cikloserin[note 16]
- Delamanid†
- Ethionamide†[note 17]
- Kanamycin†
- Levofloksacin†[note 18]
- Linezolid†
- p-aminosalicilna kiselina†
- Streptomicin†

### Lijekovi protiv gljivica
- Amfotericin B
- Klotrimazol
- Flukonazol
- Flucitozin
- Grizeofulvin
- Nistatin
- Natrijev jodid†

### Antivirusni lijekovi

#### Lijekovi protiv herpesa
- Aciklovir

#### Antiretrovirusni

##### Inhibitori transkriptaze
- Abakavir (ABC)
- Lamivudin (3TC)
- Stavudin (d4T)
- Tenofovirdizoproksil fumarat (TDF)
- Zidovudin (ZDV ili AZT)

##### Nenukleozidni inhibitori reverzne transkriptaze
- Efavirenz (EGV ili EFZ)
- Nevirapin (NVP)

##### Inhibitori proteaze
- Atazanavir
- Darunavir
- Lopinavir / ritonavir (LPV / r)
- Ritonavir
- Sakinavir (SQV)

###### Kombinacije fiksnih doza
- Abakavir / lamivudin
- Efavirenz + emtricitabin[note 19] + tenofovir
- Emtricitabin[note 19] + tenofovir
- Lamivudin + nevirapin + stavudin
- Lamivudin + nevirapin + zidovudin
- Lamivudin / zidovudin

##### Drugi antivirusni lijekovi
- Oseltamivir[note 20]
- Ribavirin[note 21]
- Valganciklovir

##### Lijekovi protiv hepatitisa

###### Lijekovi za hepatitis B
— inhibitori nukleozidne / nukleotidne reverzne transkriptaze
- Entekavir
- Tenofovirdizoproksil fumarat (TDF)

###### Lijekovi protiv hepatitisa C
— inhibitori nukleotidne polimeraze
- Sofosbuvir

— Inhibitori proteaze
- Simeprevir

— inhibitori NS5A
- Daklatasvir

— inhibitori nukleozidne polimeraze
- Dasabuvir

— ostali antivirusni lijekovi
- Ribavirin[note 22]
- Pegilirani interferon alfa ( 2a ili 2b )†[note 23]

— Kombinacije fiksnih doza
- Ledipasvir + Sofosbuvir
- Ombitasvir + Paritaprevir + ritonavir

### Antiamebički i antihiardijazni lijekovi
- Diloksanid
- Metronidazol

#### Lijekovi protiv lišmanioze
- Amfotericin B
- Miltefozin
- Paromomicin
- Natrijev stiboglukonat ili megluminski antimon

#### Antimalarijski lijekovi

##### Za kurativno liječenje
- Amodiaquine[note 24]
- Artemetar[note 25]
- Artemetar / lumefantrin[note 26]
- Artezunat[note 27]
- Artezunat / amodiaquin[note 28]
- Artesunat / meflokin
- Klorokin[note 29]
- Doksiciklin[note 30]
- Meflokin[note 31]
- Primakin[note 32]
- Kinin[note 33]
- Sulfadoksin / pirimetamin[note 34]

##### Za prevenciju
- Klorokin[note 35]
- Doksiciklin
- Meflokin
- Proguanil[note 36]

#### Lijekovi protiv pneumocistoze i toksoplazmoze
- Pirimetamin
- Sulfadiazin
- Sulfametoksazol / trimetoprim
- Pentamidin†

#### Lijekovi protiv tripanosoma

##### Afrička tripanosomijaza

###### Lijekovi za liječenje afričke tripanosomijaze 1. stupnja
- Pentamidin[10]
- Natrijev suramin[note 37]

###### Lijekovi za liječenje afričke tripanosomijaze II stupnja
- Eflornitin[note 38]
- Melarzoprol
- Nifurtimox[note 39]

#### Američka tripanosomijaza
- Benznidazol
- Nifurtimox

## Lijekovi protiv migrene

### Akutni napadi
- Acetilsalicilna kiselina (Aspirin)
- Ibuprofen
- Paracetamol

### Prevencija
- Propranolol

## Lijekovi za neoplazme i imunosupresivi

### Imunosupresivni lijekovi
- Azatioprin†
- Ciklosporin†

### Citotoksični i pomoćni lijekovi
- Svetransretinoična kiselina (tretinoin)†
- Alopurinol†
- Asparaginaza†
- Bendamustin†
- Bleomicin†
- Kalcijev folinat†
- Kapecitabin†
- Karboplatin†
- Hlorambucil†
- Cisplatin†
- Ciklofosfamid†
- Citarabin†
- Dakarbazin†
- Daktinomicin†
- Daunorubicin†
- Docetaksel†
- Doksorubicin†
- Etopozid†
- Fludarabin†
- Fluorouracil†
- Filgrastim†
- Gemcitabin†
- Hidroksikarbamid†
- Ifosfamid†
- Imatinib†
- Irinotekan†
- Merkaptopurin†
- Mezna†
- Metotreksat†
- Oksaliplatin†
- Paklitaksel†
- Prokarbazin†
- Rituksimab†
- Tioguanin†
- Trastuzumab†
- Vinblastin†
- Vinkristin†
- Vinorelbin†

### Hormoni i antihormoni
- Anastrozol†
- Bikalutamid†
- Deksametazon†
- Hidrokortizon†
- Leuprorelin†
- Metilprednizolon†
- Prednizolon†
- Tamoksifen†

## Lijekovi protiv Parkinsonove bolesti
- Biperiden
- Karbidopa / levodopa ( levodopa + karbidopa )

## Lijekovi koji utječu na krv

### Antianemijski lijekovi
- Željezove soli
- Željezove soli + folna kiselina
- Folna kiselina
- Hidroksokobalamin

### Lijekovi koji utječu na zgrušavanje
- Enoksaparin
- Heparin natrij
- Phytomenadione
- Protamin sulfat
- Traneksamska kiselina
- Varfarin
- Desmopresin†

### Drugi lijekovi za hemoglobinopatije
- Deferoksamin†[note 40]
- Hidroksikarbamid†

## Krvni proizvodi i zamjenska plazma ljudskog podrijetla

### Krv i komponente krvi
- Svježe smrznuta plazma
- Koncentrati trombocita
- Eritrociti
- Puna krv

### Lijekovi derivati plazme

#### Ljudski imunoglobulini
- Rho (D) imunoglobulin
- Antirabični imunoglobulin
- Antitetanus imunoglobulin
- Normalni humani imunoglobulin†

#### Faktori zgrušavanja krvi
- Faktor koagulacije VIII†
- Faktor koagulacije IX†

### Zamjena plazme
- Dextran 70[note 41]

## Kardiovaskularni lijekovi

### Antianginalni lijekovi
- Bisoprolol[note 42]
- Gliceril trinitrat
- Izosorbid dinitrat
- Verapamil

### Antiaritmički lijekovi
- Bisoprolol[note 42]
- Digoksin
- Adrenalin (adrenalin)
- Lidokain
- Verapamil
- Amiodaron†

### Antihipertenzivni lijekovi
- Amlodipin
- Bisoprolol[note 42]
- Enalapril
- Hidralazin[note 43]
- Hidroklorotiazid
- Metildopa[note 44]
- Natrijev nitroprusid†

### Lijekovi koji se koriste kod zatajenja srca
- Bisoprolol[note 42]
- Digoksin
- Enalapril
- Furozemid
- Hidroklorotiazid
- Spironolakton
- Dopamin†

### Antitrombotički lijekovi

#### Lijekovi protiv trombocitoze
- Acetilsalicilna kiselina (aspirin)
- Klopidogrel

#### Trombolitički lijekovi
- Streptokinaza†

## Sredstva za snižavanje lipida
- Simvastatin[note 45]

## Dermatološki lijekovi

### Lijekovi protiv gljivica
- Mikonazol
- Selenijev sulfid
- Natrijev tiosulfat
- Terbinafin

### Lijekovi protiv infekcija
- Mupirocin
- Kalijev permanganat
- Srebrov sulfadiazin

### Protuupalni i antipruritični lijekovi
- Betametazon
- Kalamin
- Hidrokortizon

### Lijekovi koji utječu na diferencijaciju i proliferaciju
- Benzoil peroksid
- Katran
- Fluorouracil
- Podofilna guma
- Salicilna kiselina
- Urea

### Lijekovi protiv šuge i stidnih uši
- Benzil benzoat
- Permetrin

## Dijagnostička sredstva

### Lijekovi za oči
- Fluorescein
- Tropikamid

### Radio kontrastni mediji
- Amidotrizoat
- Barijev sulfat
- Iohexol
- Meglumin -iotroksat†

## Dezinficijensi i antiseptici

### Antiseptici
- Klorheksidin
- Etanol
- Povidon-jod

### Dezinficijensi
- Trljanje ruku alkoholom
- Osnovni spoj klora
- Kloroksilenol
- Glutaral

## Diuretici
- Amilorid
- Furozemid
- Hidroklorotiazid
- Manitol
- Spironolakton

## Gastrointestinalni lijekovi
- Enzimi gušterače†

### Lijekovi protiv čira
- Omeprazol
- Ranitidin

### Antiemetički lijekovi
- Deksametazon
- Metoklopramid
- Ondansetron

### Protuupalni lijekovi
- Sulfazalazin
- Hidrokortizon†

### Laksativi
- Sena

### Lijekovi protiv proljeva

#### Oralna rehidracija
- Oralne rehidracijske soli

#### Lijekovi protiv proljeva u djece
- Cinkov sulfat[note 46]

## Hormoni, drugi endokrini lijekovi i kontraceptivi

### Nadbubrežni hormoni i sintetski nadomjesci
- Fludrokortizon
- Hidrokortizon

### Androgeni
- Testosteron†

### Kontraceptivi

#### Oralni hormonski kontraceptivi
- Etinilestradiol / levonorgestrel
- Etinilestradiol / noretisteron
- Levonorgestrel

#### Injekcijski hormonski kontraceptivi
- Estradiol cipionat + medroksiprogesteron acetat
- Medroksiprogesteron acetat
- Norethisteron enanthate

#### Intrauterini uređaji
- IUD s bakrom
- IUD s progestagenom

#### Zaštitna sredstva
- Kondomi
- Dijafragme

#### Implantacijski kontraceptivi
- Etonogestrel - otpuštajući implantati
- Levonorgestrel - otpuštajući implantat

#### Intravaginalni kontraceptivi
- Progesteron vaginalni prsten

### Inzulini i drugi lijekovi za dijabetes
- Gliklazid[note 47]
- Glukagon
- Injekcije inzulina (topljive)
- Interfazinski inzulin
- Metformin

### Induktori ovulacije
- Klomifen†

### Progestageni
- Medroksiprogesteron acetat

### Hormoni štitnjače i antitiroidni lijekovi
- Levotiroksin
- Natrijev jodid
- Propiltiouracil
- Lugolova otopina†

## Imunolozi

### Dijagnostička sredstva
- Tuberculin, čisti proteinski derivat (PPD)

### Serumi i imunoglobulini
- Antivenom-imunoglobulin[note 48]
- Difterija-antitoksin

### Cjepiva
- BCG
- Cjepivo protiv kolere[note 49]
- Cjepivo protiv difterije
- Tip cjepiva protiv Haemophilus influenzae
- Cjepivo protiv hepatitisa A[note 49]
- Cjepivo protiv hepatitisa B
- HPV cjepivo
- Cjepivo protiv gripe
- Cjepivo protiv japanskog encefalitisa[note 50]
- Cjepivo protiv velikih boginja
- Cjepivo protiv meningokoknog meningitisa[note 49]
- Cjepivo protiv zaušnjaka
- Cjepivo protiv hripavca
- Pneumokokno cjepivo
- Cjepivo protiv dječje paralize
- Cjepivo protiv bjesnoće[note 49]
- Cjepivo protiv rotavirusa
- Cjepivo protiv rubeole
- Cjepivo protiv tetanusa
- Cjepivo protiv krpeljnog encefalitisa[note 50]
- Vakcina protiv tifusa[note 49]
- Cjepivo protiv vodenih kozica
- Cjepivo protiv žute groznice[note 50]

## Mišićni relaksanti (periferno djelujući) i inhibitori kolinesteraze
- Atrakurij
- Neostigmin
- Suksametonij
- Vekuronij
- Piridostigmin†

## Pripreme za oči

### Antiinfektivna sredstva
- Aciklovir
- Azitromicin
- Gentamicin
- Ofloksacin
- Tetraciklin

### Protuupalne tvari
- Prednizolon

### Lokalni anestetici
- Tetrakain

### Miotički i antiglaukomski lijekovi
- Acetazolamid
- Latanoprost
- Pilokarpin
- Timolol

### Midrijatici
- Atropin[note 51]
- Adrenalin (adrenalin)†

### Antivaskularni endotelni faktor rasta (VEGF)
- Bevakizumab†

### Pripravci oksitocina za pobačaj
- Ergometrin
- Misoprostol
- Oksitocin
- Mifepriston koji koristi misoprostol†[note 52]

### Antioksitocini (tokolitici)
- Nifedipin

## Otopina za peritonealnu dijalizu
- Otopina za intraperitonealnu dijalizu (odgovarajući pripravci)†

## Lijekovi za mentalne poremećaje i poremećaje ponašanja

### Lijekovi za psihotične poremećaje
- Klorpromazin
- Flufenazin
- Haloperidol
- Risperidon
- Klozapin†

### Lijekovi koji se koriste za poremećaje raspoloženja

#### Lijekovi za depresivne poremećaje
- Amitriptilin
- Fluoksetin

#### Lijekovi za bipolarni poremećaj
- Karbamazepin
- Litij
- Valproinska kiselina (natrij valproat)

### Lijekovi za anksiozne poremećaje
- Diazepam

### Lijekovi za opsesivno kompulzivne poremećaje
- Klomipramin

### Lijskobi za poremećaje zbog uporabe psihoaktivnih tvari
- Nadomjesna terapija nikotinom
- Metadon†

## Lijekovi koji djeluju na respiratorni trakt

### Antiastmatičari i lijekovi za kroničnu opstruktivnu plućnu bolest
- Beklometazon
- Budezonid
- Adrenalin (adrenalin)
- Ipratropijev bromid
- Salbutamol (albuterol)

## Otopine za rehidraciju i elektroliti

### Oralni
- Soli oralne rehidracije
- Kalijev klorid

### Parenteralni
- Glukoza
- Glukoza s natrijevim kloridom
- Kalijev klorid
- Natrijev klorid
- Natrijev hidrogenkarbonat
- Natrijev laktat, otopina spoja

### Razni
- Voda za injekcije

## Vitamini i minerali
- Askorbinska kiselina
- Kalcij
- Kolekalciferol[note 53]
- Ergokalciferol
- Jod
- Nikotinamid
- Piridoksin
- Retinol
- Riboflavin
- Natrijev fluorid
- Tiamin
- Kalcijev glukonat†

## Dječji lijekovi za uši, nos i grlo
- Octena kiselina
- Budezonid
- Kiprofloksacin
- Ksilometazolin

## Specifični lijekovi za njegu novorođenčadi

### Lijekovi koji se daju novorođenčadi
- Kofein citrat
- Klorheksidin
- Ibuprofen†
- Prostaglandin E†
- Surfaktant†

### Lijekovi koje uzima majka
- Deksametazon

## Lijekovi za bolesti zglobova

### Lijekovi koji se koriste za liječenje gihta
- Alopurinol

### Sredstva koja se koriste u reumatoidnim poremećajima
- Klorokin
- Azatioprin†
- Hidroksihlorokvin†
- Metotreksat†
- Penicilamin†
- Sulfasalazin†

### Juvenilna bolest zglobova
- Aspirin[note 54]

## Napomene
1. ↑  Može se koristiti i tiopental kao alternativa u zavisnosti od mjesta i cijene.
2. ↑  Not recommended for anti‐inflammatory use due to lack of proven benefit to that effect
3. ↑  Alternative ograničene na hidromorfon i oksikodon.
4. ↑  Tu može imati ulogu za smirenje antihistaminika za ograničene indikacije.
5. ↑  Za upotrebu eklampsijio i teškoj pre‐eklampsijio, a ne za ostale konvulzijske poremećaje.
6. ↑  Za hitnu profilaksu.
7. ↑  Samo za tretmane jednostrukim dozama, nekomplicirane ano‐genitalne gonoreje.
8. ↑  Ne uzima se kalcijem i izbjegava upotreba kod u novorođenčadi s hiperbilirubinemijom.
9. ↑  Ne preporučuje se za prvu liniju liječenja neonatalne sepse, osim u postavkama s visokim neonatalnim mortalitetom, kada ga daje obučeni zdravstveni radnika u slučajevima kada nije ostvariva bolnička njega.
10. ↑  3. generacija cefalosporinskog izbora za upotrebu kod hospitalizirane novorođenčad.
11. ↑  Samo za liječenje životno ugroženih u bolnici, na bazi infekcije zbog sumnjive ili dokazane rezistentne infekcije.
12. ↑  Samo za jednostruki tretman of genitalne Chlamydia trachomatis i trahoma.
13. ↑  U ombinaciji režima za iskorjenjivanje H. pylori  kod odraslih
14. ↑  Samo za patiente koji primaju HIV inhibitore proteaze.
15. ↑  Samo za liječenje latentne TB infekcije (LTBI)
16. ↑  Alternativa može biti terizidon.
17. ↑  Alternativa može biti protionamid.
18. ↑  Alternativa mogu biti ofloksacin i moxifloxacin; dostupnost i program u razmatranju.
19. 1 2  FTC je prihvatljiva alternativa za 3TC, na temelju poznavanja farmakologije, obrazaca otpora i kliničkih ispitivanja antiretrovirusnih lijekova.
20. ↑  Potencijalno teške ili komplikovane bolesti zbog potvrda ili sumnje na virusnu infekciju gripa, u skladu sa smjernicama postupanja SZO.
21. ↑  Za liječenje virusne hemoragične groznice i u kombinaciji s pegiliranim interferonima za liječenje hepatitisa C.
22. ↑  Za liječenje hepatitisa C, u kombinaciji s peginterferonom i/ili direktnim djelovanjem antivirusnih lijekova.
23. ↑  U kombinaciji ribavirinom.
24. ↑  U kombinciji s artezunatom 50 mg.
25. ↑  Za upravljanje teškom malarijom.
26. ↑  Ne preporučuje se u prvom trimestru trudnoće ili djrci ispod 5 kg.
27. ↑  Upotreba u kombinaciji s amodiakvinom, meflokvinom ili sulfadokinom + pirimetamin.
28. ↑  Alternativa mogu biti ostale kombinacije koje imaju potrebne doze za metu, kao što su 153 mg ili 200 mg (kao hidroklorid) od 50 mg.
29. ↑  Samo za upotrebu u liječenju infekcije P.vivax.
30. ↑  Samo u kombinaciji s kininom.
31. ↑  U kombinaciji s artezunatom 50 mg.
32. ↑  Samo za postizanje radikalnog lijeka za infekcije protozoama P.vivax i P.ovale, tokom 14 dana.
33. ↑  Za upotrebu u upravljanju teškim malarijama, u kombinaciji s doksiciklinom.
34. ↑  Samo u kombinaciji s artezunatom od 50 mg.
35. ↑  Za upotrebu u Centralnoj Americi, za suzbijanje P. vivax.
36. ↑  Upotreba samo u kombinaciji s klorokvinom.
37. ↑  Upotreba u liječenju početne faze infekcije parazitom Trypanosoma brucei rhodesiense.
38. ↑  Upotreba za tretman infekcija parazitom Trypanosoma brucei gambiense.
39. ↑  Samo u kombinaciji s eflornitinom, za tretman infekcija parazitom T. b. gambiense.
40. ↑  Alternativa je oralna forma deferaziroksa, zavisno od cijene i raspoloživosti.
41. ↑  Ekvivalent je poligelin, injekcijski rastvor, 3.5% .
42. 1 2 3 4  Kao alternative, uključuju se metoprolol i karvedilol.
43. ↑  Hidralazin je naveden za upotrebu u akutnim slučajevima, samo od jako povišenog pritiska u trudnoći. Njegova upotreba u liječenju esencijalne hipertenzije nije preporučljiva s obzirom na dostupnost više dokaza o djelotvornosti i sigurnosti drugih lijekovs.
44. ↑  Metildopa se navodi samo za upravljanje hipertenzijom u trudnoći. Njegova upotreba u liječenju esencijalne hipertenzije se ne preporučuje u pogledu dostupnosti više dokaza o efikasnosti i sigurnosti drugih lijekova.
45. ↑  Za upotrebu kod visoko rizičnih pacijenata.
46. ↑  U akutnoj dijareji cink-sulfat treba koristiti kao dodatak oralne rehidracije soli.
47. ↑  Glibenklamid nije pogodan za dob iznad 60 godina.
48. ↑  Exact type to be defined locally.
49. 1 2 3 4 5  Preporučuje se za neke skupine visokog rizika.
50. 1 2 3  Preporučuje se za određena područja.
51. ↑  Ili homatropin (hidrobromid) ili ciklopentolat (hidrohlorid).
52. ↑  Zahtijeva bliski medicinski nadzor.
53. ↑  Kao alternative može se uzimati ergokalciferol.
54. ↑  Za reumatski groznicu, maloljetnički artritis, Kawasaki bolest